# 이즈나가오카역
이즈나가오카역(일본어: 伊豆長岡駅)은 일본 시즈오카현 이즈노쿠니시에 있는 이즈하코네 철도 슨즈 선의 역이다.
특급 "오도리코"의 정차역이다. 소재지는 옛 이즈나가오카 마을이 아닌 구 니라야마 정에 해당되지만 역 정면의 난조 사거리에서 약 50 ~ 100m 앞의 아오이바시가 되고 있어 이즈나가오카 온천 관광 액세스 이용이 어필되고 있다. 이전에는 역의 북쪽에 이즈하코네 버스의 사원 기숙사가 있었지만 노후화에 따라 해체 및 철거되고 주차장이 되었다.

## 역사
- 1898년 5월 20일: 미시마마치(현, 미시마타마치) ~ 난조(현, 이즈나가오카) 간 개통과 동시에 난조역으로 영업 개시.
- 1899년 7월 17일: 난조 ~ 오히토 간 개통으로 중간역이 됨.
- 1919년 5월 25일: 이즈나가오카역으로 역명 변경.
- 1966년 1월 2일: 화물 영업 폐지.
- 1986년 10월 21일: 신역사 완공.
- 2009년 12월 24일: 과선교, 엘리베이터 설치 등의 배리어 프리 대응 공사 개시.
- 2010년 7월 17일: 과선단의 엘리베이터 공용 개시.

## 역 구조
역사가 병설된 혼합식 승강장 2면 3선의 구조로 과선교로 연결되어 있다. 역사 쪽을 기준으로 3,2,1번 선으로 1번 선 옆에는 차막이 측선이 있다. 원칙적으로 역사에 인접한 3번 선을 상행 열차가 과선교를 넘어간 섬식 승강장의 2번 선을 하행 열차가 사용하지만 교환 시 이외는 모든 열차가 3번 선을 사용한다.
1번 선 승강장의 동쪽에 있는 측선과 인접하고 과거 화물 승강장으로 사용된 단선 승강장이 있다. 본 측선은 화물 수송의 폐지 후에는 공림 차량 대기 장소로 사용되는 것이 있다.
자동 개찰기와 자동 매표기가 설치되어 있고, 현재 자동 매표기는 2대 모두 터치 패널식이다.
발차 신호 소리는 2,3번 선에 대해서는 2007년 말기에 버저에서 가마타 신호기산 전자 소리의 것으로 변경되었다. 1번 선에 대해서는 기존의 벨을 사용하고 있다.
2010년 7월 17일, 과선교 설치로 엘리베이터의 공용이 시작되면서 슨즈 선에서 첫 엘리베이터 설치역이 되었다.

### 승강장
| 1 | ■ 슨즈 선                | (정기 열차에서는 상행 회송만 사용)                    |
| 1 | ■ 슨즈 선                | 임시 회송 열차 대기선(상하 겸용)                      |
| 2 | ■ 특급 "오도리코" (하행) | 오히토・슈젠지 방면                                   |
| 2 | ■ 슨즈 선(하행)          | 오히토・슈젠지 방면※                                  |
| 3 | ■ 특급 "오도리코" (상행) | 다이바・미시마・아타미・오다와라・요코하마・도쿄 방면 |
| 3 | ■ 슨즈 선(상행)          | 다이바・미시마 방면                                   |
| 3 | ■ 슨즈 선(하행)          | 오히토・슈젠지 방면※                                  |

※본 역에서 교행을 하지 않는 경우 하행 보통 열차는 개찰 측의 3번 선에서 발차한다.

## 역 주변
- 이즈나가오카 온천
- 니라야마 온천
- 이즈노쿠니 시 관공서(옛, 이즈 나가오카 정사무소)
- JA이즈노쿠니 본점
- 시즈오카 현립 이즈추오 고등학교
- 쥰텐도 대학 의학부 부속 시즈오카 병원
- 이즈노쿠니 파노라마 파크
- 우엘시아 이즈나가오카점
- 우엘시아 이즈나가오카 역전점
- 겐지야마 공원
- 니라야마 반사로 - 세계유산 "메이지 일본의 산업혁명 유산 제철・제강・조선・석탄 산업"의 하나.
- 국도 제136호선
- 시즈오카 지방 도로 131호 고나이즈나가오카 정차장선
- 시즈오카 지방 도로 132호 니라야마반사로 선

## 인접역
| 이즈하코네 철도 ■ 슨즈 선 | 이즈하코네 철도 ■ 슨즈 선 | 이즈하코네 철도 ■ 슨즈 선 |
| ------------------------- | ------------------------- | ------------------------- |
| IS05 다이바 미시마 방면   | ■ 특급 "오도리코"         | 오히토 IS11 슈젠지 방면   |
| IS08 니라야마 미시마 방면 | ■ 보통                    | 다쿄 IS10 슈젠지 방면     |